# سیارک ۲۸۰۲
سیارک ۲۸۰۲ (به انگلیسی: 2802 Weisell، نامگذاری:1939BU) دو هزار و هشتصد و دومین سیارک کشف شده‌است که در ۱۹ ژانویه ۱۹۳۹ کشف شد.
قدر مطلق سیارک برابر ۱۱٫۰۰ است.